# 法叙条约
法叙条约是1936年法国和叙利亚之间簽訂的一项条约，根據該條約，叙利亚摆脱法国而独立，而且雙方還要结成军事同盟，法国向叙利亚派遣军事代表团。法国還能在拉塔基亚等地的山区驻军，還可以在叙利亚大城市周围建立4个空军基地，可临时使用大马士革和阿勒颇附近的机场。敘利亞军隊的教官和顾问由法国人担任，叙利亚要聘请法国人担任外交顾问和外交官员。法国驻叙大使比其他國家驻叙大使的地位更高。不過許多叙利亚人對該條約不滿。1936年12月7日，学生發起示威游行抗议該條約，另外法国议会也一直未批准条约。1939年初，法国宣布撤销法叙条约。